# Improved Sound Limited
Improved Sound Limited ist eine Band, die vor allem in den 1970er Jahren populär war.
Sie begann 1961 als Schülerband des Willstätter-Gymnasium  in Nürnberg. Ursprünglich nannte sie sich Pyjamas Skiffle Group, von 1964 bis 1966 The Blizzards und kurzfristig auch Condor. Sie begleitete für eine Zeit auch Roy Black. Sie schrieben die Musik für den TV-Dokumentarfilm Ezra Pound, für die 13-teilige Serie Der 6. Tag und Die Spielschule, für die Serie Der Kommissar die Musik der Folge Dr. Meinhardts trauriges Ende, sowie für die TV-Serie Krempoli – Ein Platz für wilde Kinder und die Titelmusik der Serie Bier und Spiele.
Bandmitglieder sind (oder waren): Rolf Gröschner, Johnny Fickert († 2009), Axel Linstädt, Uli Ruppert († 2017) und Texter Bernd Linstädt.

## Diskografie

### Singles
- 1966 It Is You / We Are Alone (Polydor)
- 1969 Sing Your Song / Marvin Is Dead (Polydor)
- 1969 Hoppe hoppe Reiter / I´m Exhausted
- 1970 Oedipus / Where Will The Salmon Spawn (United Artists Records)
- 1976 Original Soundtrack "Im Lauf der Zeit"

### Alben
- 1969 Engelchen macht weiter-hoppe hoppe Reiter
- 1971 Improved Sound Limited
- 1973 Catch A Singing Bird On The Road (Columbia Records)
- 1976 Original Soundtrack "Im Lauf der Zeit"
- 1976 Rathbone Hotel (Veröffentl. unter "Condor" bei Columbia Records)
- 2001 Catch a Singing Bird on the Road
- 2002 The Very Last Waltz
- 2004 Bell Cantos-Ezra Pound Revisited

### Filmmusik
- Im Lauf der Zeit (Regie: Wim Wenders)
- Das Brot des Bäckers (Regie: Erwin Keusch)
- Soweit das Auge reicht (Regie: Erwin Keusch)
- Laß knacken, Ive (Regie: Karl Heinz Kraus)
- Wer im Glashaus liebt... (Der Graben) (Regie: Michael Verhoeven)
- o. k. (Regie: Michael Verhoeven)
- Der Bettenstudent (Regie: Michael Verhoeven)
- Engelchen macht weiter – hoppe, hoppe Reiter (Regie: Michael Verhoeven)
- Krempoli – Ein Platz für wilde Kinder (Regie: Michael Verhoeven)

### Zusammenstellungen, Boxen, Neuveröffentlichungen
- 2001 Improved Sound Limited
- 2002 Rathbone Hotel
- 2002 Road Trax
- 2003 The Final Foreword
- 2004 The Ultimate Collection